# Newsland
Newsland è stato un portale web che permetteva di leggere e scrivere sui newsgroup italiani della rete usenet.
Il portale viene aperto al pubblico il primo maggio 2001 in seguito ad alcuni mesi di lavoro di un gruppetto di ex studenti dell'Università di Pavia con lo scopo di rendere accessibili le discussioni dei Newsgroup anche agli utenti web, e non solo a chi utilizza un client NNTP.
Successivamente Newsland è stato un servizio utilizzato da migliaia di utenti, che leggevano 3 milioni di articoli ogni mese e che permetteva di accedere ai newsgroup delle seguenti gerarchie:
it.*,
italia.*,
it-alt.*,
fido.ita.*,
comp.*,
news.*,
sci.*,
humanities.*,
rec.*,
soc.*,
talk.*,
misc.*,
linux.*
uk.*,
fr.*,
de.*,
es.*,
nl.*,
ch.*,
ie.*,
malta.*,
europa.*,
nlo.*,
Viste le molte richieste degli utenti, nell'agosto del 2005 si è affiancato all'accesso web di Newsland anche un server sperimentale per l'accesso via nntp ai newsgroup; in seguito nnrp-beta.newsland.it continua ad essere attivo e ad essere dichiarato da Newsland come un server sperimentale.
Nel 2014, col progressivo abbandono da parte degli utenti di usenet, Newsland chiude i battenti.